# Thomas Benton Cooley
Pour les articles homonymes, voir Cooley.
Thomas Benton Cooley, né le 23 juin 1871 à Ann Arbor, dans le Michigan et mort le 13 octobre 1945 à Bangor, dans le Maine, est un pédiatre et hématologue américain.  Il est surtout connu pour sa découverte, en 1925, de la thalassémie majeure, longtemps appelée maladie ou anémie de Cooley.

## Biographie
Cooley est le fils de Thomas McIntyre Cooley, professeur et doyen de l'Université de Droit du Michigan,  juge en chef de la Cour suprême du Michigan, et premier président de l'Interstate Commerce Commission.
Il fréquente les écoles publiques d'Ann Arbor,  diplômé de la Ann Arbor High School.  Il s'inscrit à l'Université du Michigan et y obtient un baccalauréat ès arts en 1891 et un doctorat en médecine en 1895. Il est stagiaire à l'hôpital de Boston de 1895 à 1897, puis instructeur de l'hygiène à l'Université du Michigan de 1898 à 1900. Il effectue ensuite un séjour d'études d'un an en Allemagne.  En 1902, il retourne à l'hôpital de la ville de Boston en tant que médecin résident et entreprend une formation en maladies contagieuses.
Il est directeur de l'Institut Pasteur (centre anti-rabique) à l'Université du Michigan de 1903 à 1904.  En 1905, il est pédiatre de la ville de Détroit, directeur médical de l'allaitement des nourrissons. 
Au cours de la Première Guerre mondiale, il est chef adjoint du Bureau des Enfants de la Croix-Rouge américaine en France, chargé de porter secours aux orphelins de guerre. Pour son action, il est décoré en 1924 de la Légion d'honneur. 
À partir de 1921, il est médecin-chef à l'hôpital pour enfants du Michigan, et à partir de 1936, professeur de pédiatrie au Collège de médecine de l'Université Wayne. Il a été aussi membre puis président de l'Académie Américaine de Pédiatrie, et de la Société Américaine de Pédiatrie.
Il prend sa retraite en 1941 et décède en 1945.

## Travaux
En 1904, il publie un rapport détaillant les résultats relatifs au suivi de trente-huit patients mordus par des animaux suspects de rage, et soignés par le traitement Pasteur à l'Université du Michigan. Aucun d'entre eux n'a développé la rage.
En 1905, en tant que directeur médical du Babies' Milk Fund de Détroit (promotion de l'allaitement), il travaille en collaboration avec de jeunes pédiatres, infirmières, travailleurs sociaux, avocats...  il contribue ainsi à réduire les diarrhées graves des nourrissons, une des premières causes de la forte mortalité infantile dans les villes de cette époque.
Durant la guerre de 1914-1918, en France, en tant que responsable de la Croix-Rouge, il participe activement à la création de dispensaires de santé infantile, à la formation de personnel qualifié en hygiène et diététique, à l'éducation des mères, pour venir en aide aux 400 000 orphelins de guerre.

### L'anémie de Cooley
En 1925, Cooley observe cinq enfants présentant une anémie particulière. Cette anémie s'accompagne d'une importante splénomégalie (grosse rate) et de lésions osseuses localisées sur le crâne. Cooley remarque l'aspect mongoloïde du visage, et considère d'abord cette anémie comme congénitale mais non comme héréditaire. 
En 1927, Cooley et ses collaborateurs précisent les caractères des globules rouges chez ces malades, ils sont de taille inégale, pauvres en hémoglobine rassemblée au centre (« target cells » ou cellules en forme de cible). Il apparait rapidement que cette maladie est familiale : tous les malades américains sont fils ou filles d'immigrants grecs ou italiens.
Des médecins italiens signalent alors des cas analogues, mais relativement bénins. Des recherches ultérieures montreront que cette maladie est une anomalie génétique du métabolisme de l'hémoglobine, portée par un chromosome non sexuel, et qui se transmet de génération en génération. La forme hétérozygote est bénigne, voire inapparente (un seul parent transmet l'anomalie), la forme homozygote est très grave (les deux parents transmettent la maladie), la mort survenant avant l'adolescence en l'absence de traitement. La maladie ou l'anémie de Cooley représente la forme homozygote.
En 1936, cette maladie sera appelée thalassémie, apparemment particulière aux méditerranéens, mais elle se rencontre aussi en Afrique et en Extrême-Orient. Le fait que les anomalies génétiques sont diverses a conduit  à la désigner comme thalassémies au pluriel. La maladie ou anémie de Cooley est l'ancien nom de ce qu'on appelle aujourd'hui β-thalassémie majeure.
Des historiens se demandent comment une telle maladie a pu être découverte aux États-Unis, plutôt qu'en méditerranée. Le paradoxe ne serait qu'apparent : Cooley intéressé à réduire la mortalité infantile, a remarqué cette maladie à Detroit parce qu'elle était rare, donc digne d'être remarquée. En Italie et en Grèce, elle aurait échappé au regard médical, car trop familière et mêlée à une plus forte mortalité infantile,.

## Publications
- T.B. Cooley and P. Lee, Series of cases of splenomegaly in children with anemia and particuliar bones change, Transactions of American Pediatric Society, 37, 1925, p.29.
- T.B. Cooley and coll, Anemia in children with splenomegaly and particuliar changes in the bones, American Journal of Diseases Children, 34, 1927, p.347-363.